# Maaswerk

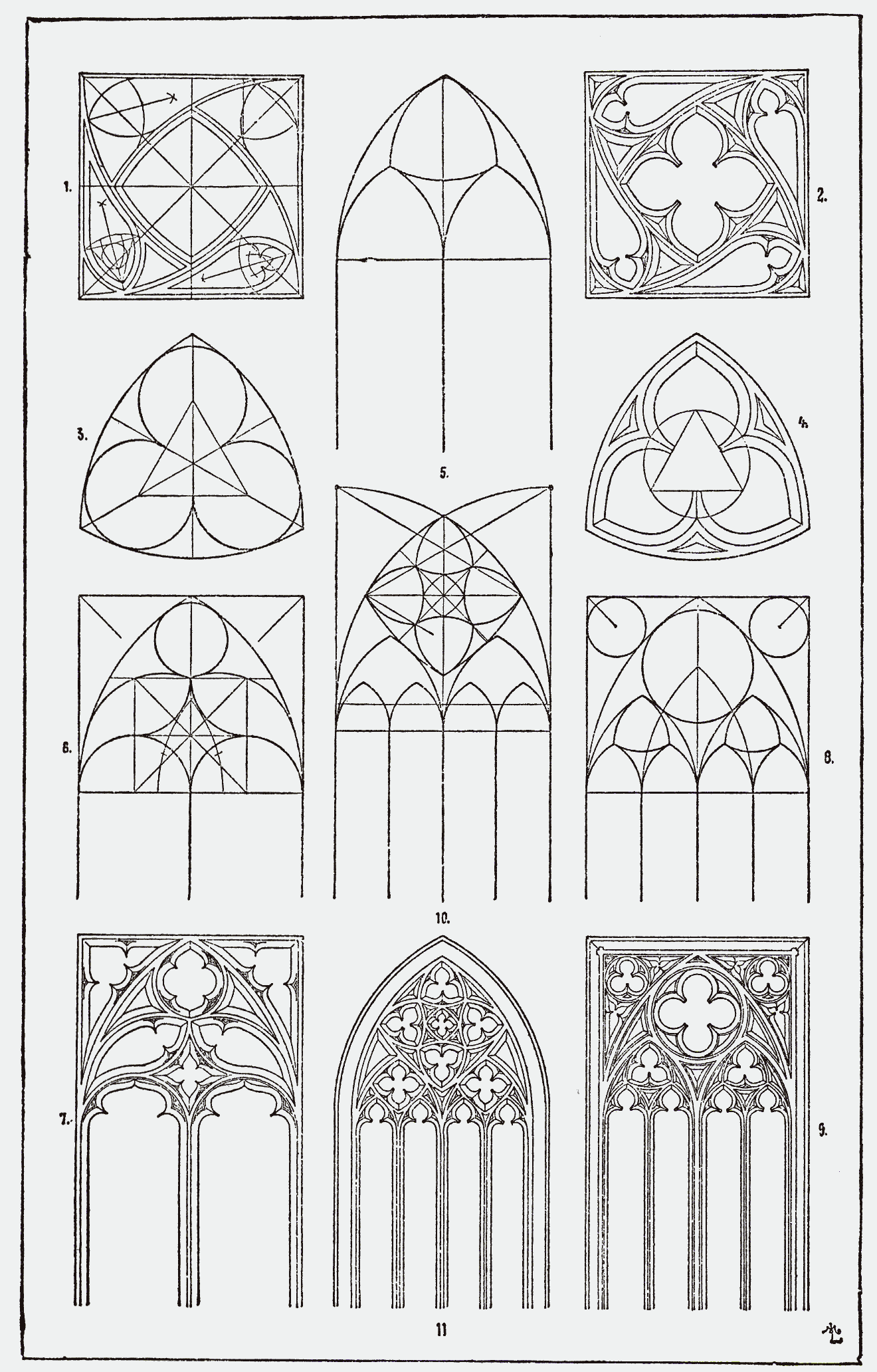
Diverse traceringen, schematisch en uitgewerkt

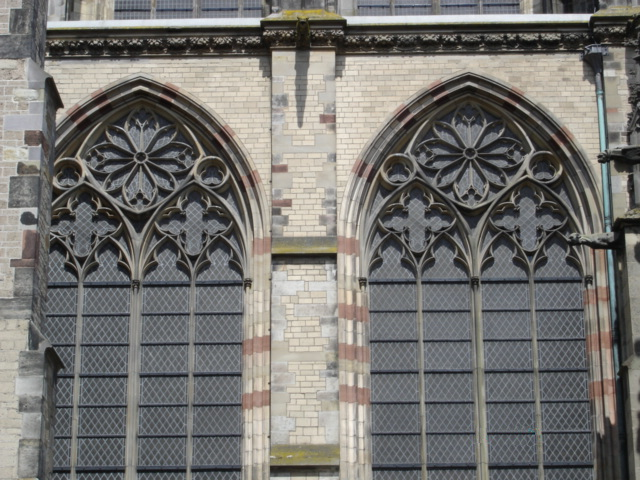
Maaswerk in twee vensters van de Domkerk te Utrecht

Maaswerk, traceerwerk of tracering is de stenen versiering in geometrische patronen in het boogveld van gotische vensters en nissen. Soms is ook een muurvlak van maaswerk voorzien, bijvoorbeeld de topgevel boven een gotisch venster. Ook op luchtbogen en spitsen komt men dit a-jour traceerwerk tegen.

## Geschiedenis
Na ongeveer 1100 begint men het raamwerk te verdelen, aanvankelijk met smalle lancetbogen, maar al vrij snel verschijnen in de overgangstijd van het romaanse naar het gotische, meer traceerwerk. Eerst geometrisch, dan kruisend, netvormig en kromlijnig. De ramen worden tegelijkertijd groter en voorzien van decoraties (glas in lood). In het laatgotische en renaissance (Engeland: perpendicular) bouwtijdperk wordt het maaswerk echt fijn en lijkt het op kantwerk in steen vertaald.

## Raamtraceringen
Men onderscheidt in raamtraceringen:
- Cirkel of ronde pas: een rond maaswerk
- Driepas: klaverbladvormig (rond) of met drie puntig toelopende passen
- Drieblad: motief van drie cirkels met puntige uiteinden die als geheel omsloten is.
- Vierpas: idem als driepas, maar met vier eindvormen
- Vierblad: idem als drieblad, maar met vier eindvormen
- Veelpas: idem als vierpas maar nu met meerdere eindvormen
- Visblaas: ronde tracering aan één kant puntig toelopend
- Tweesnuit: twee visblazen in een cirkel geplaatst
- Driesnuit: drie visblazen in een cirkel geplaatst
- Viersnuit: vier visblazen in een cirkel geplaatst
- Vijfsnuit: vijf visblazen in een cirkel geplaatst
- Druppel: een visblaas zonder toten
- Hart: een visblaas met één toot
- Blaasbalg: een vierpas waarvan er twee spits zijn.
- Hol en bol gebogen driehoek
- Vorktracering
- Gaffeltracering

Al deze vormen kunnen ook voorkomen in een blinde variant, hetgeen dan blindtracering wordt genoemd. Onder het maaswerk in een venster kan het maaswerk zowel worden gedragen door een deelzuiltje als door een montant, of meerdere van deze.

## Maaswerkhelm

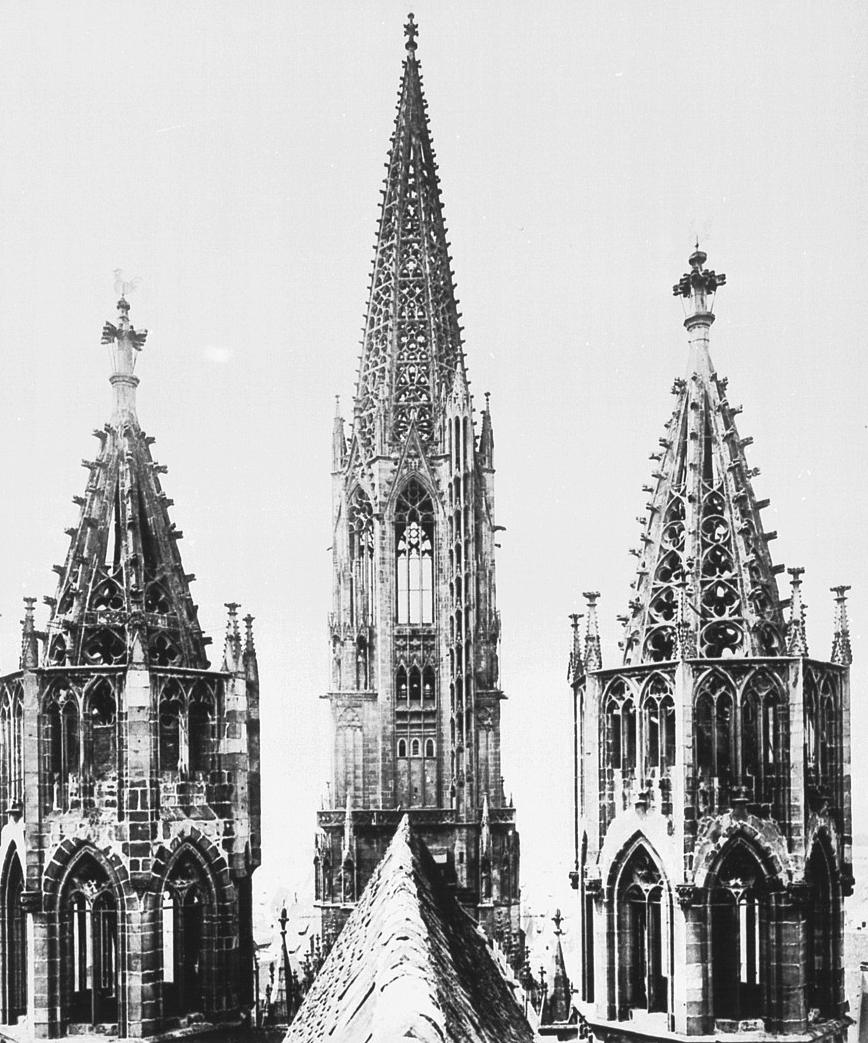
Munster van Freiburg met open maaswerkhelmen

In de laatgotiek kwamen, vooral in Duitse torens, open helmdaktorenspitsen met hogels en maaswerk op. De Munster van Freiburg (begin 14e eeuw) is hiervan het bekendste voorbeeld. Ook voor de Dom van Keulen werden deze maaswerkhelmen ontworpen, maar deze werden pas in 1880 naar dat ontwerp voltooid. In Nederland lagen vermoedelijk plannen voor dergelijke torens voor de Kathedrale basiliek Sint Bavo in Haarlem, de Dom van Utrecht, de Onze-Lieve-Vrouwekerk te Dordrecht en de Lebuïnuskerk in Deventer. In België is het Stadhuis van Brussel (1449) hiervan een bekend voorbeeld. In de neogotiek werd voor deze vorm ook gebruik gemaakt van gietijzer, bijvoorbeeld in de vieringstoren van de Kathedraal van Rouen (voltooid in 1877).